# Episodi di Castle (prima stagione)
La prima stagione della serie televisiva Castle è stata trasmessa in prima visione negli Stati Uniti d'America da ABC dal 9 marzo all'11 maggio 2009.
In Italia la stagione è stata trasmessa in prima visione satellitare da Fox Life dal 16 ottobre al 13 novembre 2009 (con il titolo Castle - Detective tra le righe), mentre in chiaro è stata trasmessa da Rai 2 dal 10 gennaio al 14 marzo 2010 (con il titolo originale Castle).
| nº | Titolo originale               | Titolo italiano                  | Prima TV USA   | Prima TV Italia  |
| -- | ------------------------------ | -------------------------------- | -------------- | ---------------- |
| 1  | Flowers for Your Grave         | Fiori per la tua tomba           | 9 marzo 2009   | 16 ottobre 2009  |
| 2  | Nanny McDead                   | Tradimenti                       | 16 marzo 2009  | 16 ottobre 2009  |
| 3  | Hedge Fund Homeboys            | Giochi pericolosi                | 23 marzo 2009  | 23 ottobre 2009  |
| 4  | Hell Hath No Fury              | Morte di un candidato            | 30 marzo 2009  | 23 ottobre 2009  |
| 5  | A Chill Goes Through Her Veins | Un brivido le attraversa le vene | 6 aprile 2009  | 30 ottobre 2009  |
| 6  | Always Buy Retail              | Diffidate delle imitazioni       | 13 aprile 2009 | 30 ottobre 2009  |
| 7  | Home Is Where the Heart Stops  | Topi d'appartamento              | 20 aprile 2009 | 6 novembre 2009  |
| 8  | Ghosts                         | Fantasmi                         | 27 aprile 2009 | 6 novembre 2009  |
| 9  | Little Girl Lost               | La bambina scomparsa             | 4 maggio 2009  | 13 novembre 2009 |
| 10 | A Death in the Family          | Identità nascoste                | 11 maggio 2009 | 13 novembre 2009 |

## Fiori per la tua tomba
- Titolo originale: Flowers for Your Grave
- Diretto da: Rob Bowman
- Scritto da: Andrew W. Marlowe

### Trama
Una giovane ereditiera viene trovata uccisa nella sua abitazione con il corpo nudo ricoperto di petali di rosa e con due grandi girasoli sugli occhi. L'indagine viene affidata alla detective Kate Beckett e alla sua squadra del 12º distretto di polizia, composta dai detective Esposito e Ryan. Beckett intuisce subito il collegamento tra l'omicidio e uno precedente, entrambi descritti nei libri del famoso scrittore di gialli Richard Castle; egli è alla presentazione del suo ultimo libro nel quale, sorprendentemente, ha deciso di fare morire il protagonista della serie, il detective Derrick Storm, nonostante il parere contrario dei suoi fan e della sua editrice che è anche la sua ex moglie. Lo scrittore, in realtà, si trova in un periodo in cui ha perso la vena creativa ed è alla ricerca di qualcosa di diverso per il suo nuovo romanzo. Beckett si presenta alla festa e porta Castle al distretto di polizia per interrogarlo. Lo scrittore rimane subito colpito e intrigato da Beckett, la quale però respinge decisamente i suoi approcci, anche se emerge che lei è segretamente una sua fan poiché conosce molto bene i suoi libri. Per agevolare le indagini Castle mette a disposizione della polizia la corrispondenza che gli inviano i suoi fan e, grazie all'aiuto del sindaco che è un suo amico, riesce a costringere Beckett a prenderlo come consulente per l'indagine. Castle si dimostra molto perspicace intuendo che Beckett ha deciso di entrare in polizia perché una persona a lei cara è morta in circostanze misteriose. Nella corrispondenza Beckett trova una lettera inviata dal presunto assassino sulla quale vengono trovate delle impronte; la lettera viene mandata alla scientifica per accertare se le impronte appartengono a qualcuno già schedato. Viene scoperto un terzo omicidio, ancora una volta realizzato con le modalità descritte in un libro di Castle. Lui e Beckett si recano sul posto e mentre sono là, arriva la risposta della scientifica che ha individuato una corrispondenza nel database della polizia con le impronte sulla lettera. Beckett e la sua squadra arrestano il sospettato, un ragazzo con gravi problemi psichici, e nella sua abitazione trovano le prove che lo collegano ai tre omicidi. Castle intuisce, però, che il giovane non può essere il colpevole e ipotizza che lo abbiano incastrato. Beckett con riluttanza capisce che lo scrittore ha ragione e che probabilmente i tre omicidi sono stati commessi per occultarne uno dei tre. Sia Castle che Beckett capiscono che l'obiettivo dell'assassino era l'ereditiera e si ritrovano nell'ufficio del padre della ragazza. Castle intuisce che il milionario è malato di cancro e sta per morire e ne parla con Beckett, la quale si convince a interrogare anche il figlio. Dopo l'interrogatorio la detective inizia a sospettare che l'assassino sia proprio il fratello della ragazza e incarica la sua squadra di sorvegliarlo per non consentirgli di distruggere le prove dell'omicidio. Arriva la notizia che Harrison sta tornando a casa e Beckett riesce a ottenere subito un mandato di perquisizione. Si recano sul posto e Beckett, per evitare che intralci l'operazione, ammanetta Castle alla macchina della polizia. Beckett irrompe nell'appartamento del ragazzo che, però, sta scappando dalle scale di sicurezza. Nel frattempo Castle è riuscito a liberarsi dalle manette e individua il ragazzo, lo insegue, ma viene preso in ostaggio. Mentre ha la pistola puntata contro Castle riesce a fare parlare Harrison e a fargli confessare l'omicidio alla presenza di Beckett che a sua volta tiene sotto tiro il ragazzo. Poi con una veloce mossa Castle disarma e stordisce il ragazzo, che viene arrestato. Nel vicolo Beckett saluta Castle convinta, con sollievo, che non lo rivedrà mai più; il giorno seguente, però, viene chiamata dal capitano Montgomery, il quale le comunica che il sindaco gli ha ordinato di consentire a Castle di affiancarla a tempo indeterminato nelle sue indagini, perché lo scrittore ha deciso che il nuovo protagonista dei suoi romanzi sarà una detective donna ispirata alla figura di Beckett.

## Tradimenti
- Titolo originale: Nanny McDead
- Diretto da: John Terlesky
- Scritto da: Barry Schindel

### Trama
Il corpo senza vita di una baby sitter viene rinvenuto in un'asciugatrice. La detective Beckett si ritrova a dovere risolvere l'omicidio, suo malgrado, affiancata da Castle. Lo scrittore si rivela nuovamente utile alla risoluzione del caso e, man mano che la faccenda si fa più sottile e gli indizi aumentano, l'indagine si fa sempre più complicata. Le prove portano da tutt'altra parte Beckett e Castle ma, nel commettere l'omicidio, il killer si rende colpevole di un errore fatale che toglie credibilità al suo alibi.

## Giochi pericolosi
- Titolo originale: Hedge Fund Homeboys
- Diretto da: Rob Bowman
- Scritto da: David Grae

### Trama
Il corpo di un ragazzino viene trovato morto in una barca. La sua famiglia, un tempo benestante, ha però perso tutto nel fallimento della Lehman Brothers. Beckett e Castle indagano sugli amici del giovane. Inizialmente i ragazzi indicano come colpevole uno spacciatore che forniva droga alla vittima, ma il loro racconto presenta delle incongruenze.

## Morte di un candidato
- Titolo originale: Hell Hath No Fury
- Diretto da: Rob Bowman
- Scritto da: Andrew W. Marlowe

### Trama
Mentre l'ultimo romanzo di Castle sembra non vendere bene, lo scrittore indaga con Beckett su un consigliere ritrovato ucciso proprio durante le elezioni. L'uomo era forse rimasto vittima di un ricatto da parte di una prostituta. Il libro poi si rivela campione di incassi.

## Un brivido le attraversa le vene
- Titolo originale: A Chill Goes Through Her Veins
- Diretto da: Bryan Spicer
- Scritto da: Charles Murray

### Trama
In un cantiere viene ritrovato un cadavere congelato. Castle e Beckett scoprono che la vittima era una donna scomparsa da ben cinque anni. Il marito è stato invece ucciso l'anno prima durante una rapina a un negozio. Castle e Beckett indagano partendo dalle figlie della coppia, i nonni e il migliore amico dell'uomo. Al termine delle indagini Beckett rivela a Castle di avere perso la madre quando era giovane. Il caso era stato archiviato come accoltellamento tra bande e la donna sembrava essere stata coinvolta per caso. Dopo questo evento il padre di Beckett era diventato un alcolizzato.

## Diffidate delle imitazioni
- Titolo originale: Always Buy Retail
- Diretto da: Jamie Babbit
- Scritto da: Gabrielle Stanton, Harry Werksman

### Trama
Mentre l'ex moglie di Castle desidera trasferirsi da Hollywood a New York per stare vicino alla famiglia "minacciandone" la tranquillità un cadavere viene rinvenuto con segni di una cerimonia voodoo. Nel caso risulta utile la conoscenza in materia di Castle che in passato aveva svolto ricerche per un suo romanzo proprio su questo tipo di rituali.

## Topi d'appartamento
- Titolo originale: Home Is Where the Heart Stops
- Diretto da: Dean White
- Scritto da: Will Beall

### Trama
Quando una donna viene uccisa durante una rapina in una abitazione il caso passa in mano alla squadra omicidi. Mentre Castle si rivolge a un vecchio ed esperto ladro si scopre un collegamento con alcune serate di gala per beneficenza: Castle invita Beckett a una di queste per investigare.

## Fantasmi
- Titolo originale: Ghosts
- Diretto da: Bryan Spicer
- Scritto da: Moira Kirkland

### Trama
Una donna viene ritrovata uccisa in una vasca piena di olio motore. Beckett e Castle scoprono che la vittima aveva cambiato identità: 20 anni prima era stata una terrorista ambientalista e aveva piazzato una bomba in una nave, nella cui esplosione una sua amica attivista era rimasta uccisa e il capitano della nave era rimasto paralizzato. I sospetti si rivolgono verso l'ambientalista che aveva costruito la bomba, una scrittrice che stava redigendo le memorie della vittima e il figlio del capitano rimasto paralizzato.

## La bambina scomparsa
- Titolo originale: Little Girl Lost
- Diretto da: John Terlesky
- Scritto da: Elizabeth Davis

### Trama
Una bambina viene rapita e Beckett viene coinvolta nella ricerca dall'FBI, in particolare dall'agente che è stato una sua vecchia fiamma, Will Sorenson. Questo provoca degli attriti con Castle. In particolare quando Will bacia Beckett, anche se lei, al contrario dell'agente dell'FBI, non sembra volere riprendere la vecchia storia d'amore.

## Identità nascoste
- Titolo originale: A Death in the Family
- Diretto da: Bryan Spicer
- Scritto da: Andrew W. Marlowe e Barry Schindel

### Trama
Beckett e Castle si ritrovano a indagare su un chirurgo plastico torturato e ucciso nella sua auto. La pista li porta a un testimone, protetto dalla procura, che ha subito un'operazione chirurgica per entrare nel programma di protezione testimoni. Nel frattempo Castle, con l'aiuto di un amico medico legale, fa analizzare il caso della morte della madre dell'agente Beckett anche se lei gli ha proibito tassativamente di indagare, pena la rottura del loro rapporto in modo definitivo. Nell'indagare sul testimone protetto, Beckett coinvolge l'FBI chiedendo un favore a una persona. Quest'ultima la aiuta facendole avere un incontro riservato con il testimone ma, dopo l'incontro, il testimone e l'agente vengono assaliti e quasi uccisi. Indagando su chi potesse averli seguiti Beckett e Castle trovano l'assassino. Castle scopre che la madre di Beckett è stata uccisa di proposito e non durante una rapina finita male. Inoltre anche altre persone sono morte nello stesso modo e nello stesso periodo facendole passare per omicidi casuali. Lo scrittore, molto combattuto, decide di rivelare il tutto a Beckett.